# Edgar Reimers
Edgar Reimers (* 22. Oktober 1924 in Libau, Lettland; † 11. September 2011) war ein deutscher Pädagoge und Hochschullehrer. In Siegen war er ab 1972 ordentlicher Professor für Allgemeine Pädagogik.

## Leben und Wirken
Edgar Reimer, Sohn von Irma Reimers, geborene Agthe, und des Oberstudiendirektors Georg Reimers, diente im Zweiten Weltkrieg als Soldat und geriet in Kriegsgefangenschaft. Einer Landwirtschaftslehre schloss Reimers ein Studium der Pädagogik, Theologie und Soziologie in Lüneburg an der dortigen Pädagogischen Hochschule sowie an der Universität Göttingen an. 1957 erfolgte dort seine Promotion zum Dr. phil. Gegenstand seiner Dissertation ist Recht und Grenzen einer Berufung auf Luther in den neueren Bemühungen um eine evangelische Erziehung. Einer Tätigkeit als Lehrer ab 1957 und Assistent ab 1959 folgten 1963 Dozentenstellen an den Pädagogischen Hochschulen von Hannover und Münster. Seit 1965 war er Professor für Pädagogik an der Pädagogischen Hochschule Westfalen-Lippe/Abteilung Siegerland in Siegen. Im Rahmen der Neugründung der Universität-Gesamthochschule Siegen hatte er an der Gesamthochschule ab 1972 den Lehrstuhl für Allgemeine Pädagogik und das Konrektorat inne. Er war zudem Vorsitzender der Kommission für Lehre und Studium. Diese Funktionen übte er rund eine Dekade lang aus. Im Jahre 1990 erfolgte seine Emeritierung. Reimers war gemeinsam mit Hans Hermann Groothoff Herausgeber eines pädagogischen Lexikons. Er war evangelisch, lebte mit Mariella Reimers, geborene Schmidt (* 1925), mit der er ab 1953 verheiratet war, in Weidenau (Siegen) und hatte vier Kinder (Anna-Maria, Olaf, Clas und Hinnerk).

## Veröffentlichungen
- Recht und Grenzen einer Berufung auf Luther in den Bemühungen um die evangelische Erziehung, 1956
- Recht und Grenzen einer Berufung auf Luther in den neueren Bemühungen um eine evangelische Erziehung, 1958
- Ausgewählte Schriften zur Pädagogik und ihrer Begründung – Immanuel Kant von Hans-Hermann Groothoff unter Mitwirkung von Edgar Reimers, 1963
- Das Fischer-Lexikon / 36. Pädagogik, Fischer-Taschenbuch-Verlag, 1964
- Zur Geschichte der Schulen im Siegerland, Verlag Die Blaue Eule, Essen, 1992